# Dubrovka (Kirjatx)
|  | Per a altres significats, vegeu «Dubrovka». |

Dubrovka (en rus: Дубровка) és un poble de l'óblast de Vladímir, a Rússia, segons el cens del 2010 tenia 25 habitants. Pertany al districte de Kirjatx.